# Mai 1972

## Évènements
- Au sommet de Moscou, Henry Kissinger obtient des Soviétiques l’idée d’un règlement global par étapes : retrait israélien « de territoires occupés », fin de l’état de belligérance et mise en place de la paix.
- Mai - juin : grèves, manifestations et émeutes à Madagascar contre le régime du président Tsiranana et pour une malgachisation de la société. Les pleins pouvoirs sont donnés au général Ramanantsoa.

- 1er mai (Formule 1) : Grand Prix automobile d'Espagne.

- 8 mai : opération Linebacker. Minage des ports nord Viêt Namiens et blocus du pays par les États-Unis.

- 13 mai : retour d'Okinawa au Japon.

- 14 mai (Formule 1) : Grand Prix automobile de Monaco.

- 17 mai : 
  - Devant la contestation paysanne et estudiantine, le président Tsiranana est contraint de quitter le pouvoir à Madagascar au profit du général Ramanantsoa.
  - Un accord international signé à Bruxelles (Belgique) permet de limiter à 11 t la charge par essieu des poids-lourds à partir de 1980.

- 22 mai : réforme constitutionnelle à Ceylan : le bouddhisme acquiert une place privilégiée. Le pays reçoit officiellement son appellation cinghalaise de Sri Lanka.

- 22 - 23 mai : voyage de Nixon en Union soviétique.

- 23 mai : le poète Pedro Luis Boitel meurt dans les geôles cubaines en martyr de la Foi chrétienne.

- 25 mai : 1er vol du F-8 Digital Fly-By-Wire. Le 1er avion à Commande de vol électrique.

- 26 mai : 
  - La RDA et la RFA signent à Berlin un traité fondamental consacrant la division de l’Allemagne en deux États. C’est le début de l’Ostpolitik.
  - Accords SALT 1 (Strategic Arms Limitation Talks) lors du voyage de Nixon à Moscou, limitant le nombre des missiles. Les deux superpuissance ne pourront déployer plus de 100 missiles antiballistiques (ABM), et seulement dans deux zones affectées l’une à la défense de la capitale, l’autre à la protection d’un site de lancement d’engin intercontinentaux (ICBM). Ils concernent également l'interdiction des armes bactériologiques. Aucune inspection du respect des clauses de l’accord n’est prévue, les Soviétiques y voyant une forme d’espionnage. Les progrès en matière de détection par satellite permettent de contourner ce refus.
    - Un accord commercial offre à l’URSS la clause de la nation la plus favorisée en échange de sa bonne volonté au Viêt Nam, à Berlin et sur d’autres sujets.
    - Les accords américano-soviétiques prévoient la coopération dans les domaines de la recherche sanitaire, de la protection de l’environnement, de la science et de la technologie, de la conquête de l’espace, de la prévention des accidents maritimes et de la limitation des armements. Peu après sont conclus l’ajustement de la dette prêt-bail soviétique de la Seconde Guerre mondiale, un accord commercial triennal et des programmes d’échanges culturels.

- 30 mai : attentat à l'aéroport de Lod (Israël): 26 morts et une centaine de blessés (cf. Kozo Okamoto).

## Naissances
- 1er mai : Julie Benz, actrice américaine.
- 2 mai : Dwayne « The Rock » Johnson, catcheur à la WWE, puis acteur.
- 4 mai : Mike Dirnt, bassiste américain du groupe Green Day.
- 5 mai : Devin Townsend, chanteur.
- 8 mai : Guillaume Soro, homme politique ivoirien.
- 10 mai : Mohammed Rasnabe, tueur en série néerlandais d'origine marocaine.
- 11 mai : Karima Medjeded est une judokate handisport française.
- 14 mai : Kirstjen Nielsen, secrétaire à la Sécurité intérieure des États-Unis de 2017 à 2019.
- 15 mai : 
  - David Charvet, acteur et chanteur français.
  - Valérie Claisse, mannequin français.
- 16 mai : 
  - Andrzej Duda, homme d'État polonais.
  - Khary Payton, acteur américain.
- 19 mai : Rohan Marley, joueur américain de football américain.
- 20 mai : Christophe Dominici, joueur français de rugby à XV († 24 novembre 2020).
- 21 mai :
  - Stomy Bugsy, chanteur et acteur français.
  - The Notorious B.I.G., rappeur américain († 9 mars 1997).
- 23 mai : 
  - Rubens Barrichello, pilote de course automobile (F1).
  - Alexandre Devoise, animateur de télévision et radio.
- 24 mai
  - Laure Sainclair, actrice de charme française.
  - Maxime Souraïev, cosmonaute russe.
  - Maia Sandu, femme d'État moldave.
- 25 mai : Barbara Schulz, actrice française
- 28 mai : Chiara Mastroianni, actrice française.
- 31 mai : 
  - Christian McBride, bassiste et contrebassiste de jazz américain.
  - Jean-Marc Ueberecken, avocat et pilote de course.

## Décès
- 2 mai : John Edgar Hoover, directeur du FBI de 1924 à sa mort.
- 24 mai : Pedro Luis Boitel, poète et martyr de la Foi, mort dans les geôles cubaines.
- 28 mai : Duc de Windsor ex roi du Royaume-Uni Édouard VIII (° 1894).
- 29 mai : Lucian Bernhard, graphiste, affichiste, créateur de caractères, architecte d’intérieur et professeur allemand (° 15 mai 1883).